# Сордия, Бондзи Авксентьевич
Бондзи Авксентьевич Сордия (1911—1944) — лейтенант Рабоче-крестьянской Красной Армии, участник Великой Отечественной войны, командир 1-й стрелковой роты 836-й стрелковый полк (240-я стрелковая дивизия, 51-й стрелковый корпус, 38-я армия, Воронежский фронт), Герой Советского Союза (1943).

## Биография
Родился в марте 1911 года в селе Цаиши(ныне — Зугдидский муниципалитет Грузии) в крестьянской семье. Грузин.
После окончания начальной школы работал в колхозе. В 1941 году Сордия был призван на службу в Рабоче-крестьянскую Красную Армию. С марта 1942 года — на фронтах Великой Отечественной войны. В 1943 году Сордия окончил курсы младших лейтенантов. Воевал на Брянском и Воронежском (c 20 октября 1943 года – 1-й Украинский) фронтах. Принимал участие в Воронежско-Касторненской наступательной операции, Курской битве, освобождении Левобережной Украины.
К сентябрю 1943 года лейтенант Бондзи Сордия командовал ротой 836-го стрелкового полка 240-й стрелковой дивизии 38-й армии Воронежского фронта. Отличился во время битвы за Днепр. 27 сентября 1943 года рота Сордии переправилась через Днепр в районе села Лютеж Вышгородского района Киевской области Украинской ССР и приняла активное участие в боях за захват и удержание плацдарма на его западном берегу, десять часов удерживая позиции до переправы основных сил. Решительной атакой отбросил немцев и надежно закрепился на захваченном рубеже. Стойко отражая контратаки противника, воины уничтожили до 75 немецких солдат и обеспечили переправу своего батальона. 30 сентября 1943 года в бою за расширение плацдарма Б.А. Сордия был тяжело ранен.
Из наградного листа на Б.А.Сордия:

«27.9.43 года СОРДИЯ отобрал из своей роты 10 смельчаков, быстро подготовил переправочные средства и под ураганным огнем противника начал форсировать реку ДНЕПР.
Достигнув правого берега, он открыл огонь по противнику, отбросив его на полкилометра, прочно закрепился и подготовился к отражению контратак противника.
Под его командой группа смельчаков 10 часов сдерживала напор во много раз превосходящих сил противника, где уничтожено до 75 немецких солдат и офицеров. Этим самым обеспечил переправу 1-му стрелковому батальону.
30.9.43 г., отражая контратаки немцев, СОРДИЯ тяжело ранен.
Командир 836 стр. полка
майор Емелин

15.10.43 г.»— Наградной лист к званию Героя Советского Союза
Указом Президиума Верховного Совета СССР от 13 ноября 1943 года лейтенант Бондзи Сордия был удостоен высокого звания Героя Советского Союза с вручением ордена Ленина и медали «Золотая Звезда».
После излечения вернулся в свой полк. В дальнейшем принимал участие в Корсунь-Шевченковской операции. С 5 марта 1944 года принимает участие в Уманско-Ботошанской операции, форсирует Южный Буг, ведёт бои у села Дашев (Ильинецкий район Винницкой области), форсирует Днестр, В одном из боёв 10 марта 1944 года Сордия погиб . Был представлен к Ордену Отечественной войны 1 степени. Командир 836-го стрелкового полка Емелин, Владимир Николаевич отметил мужество и героизм стрелковой роты, которой командовал Сордия.
Похоронен в братской могиле в селе Фронтовка Оратовского района Винницкой области Украины.

## Память
- Его имя увековечено в Главном Храме Вооружённых сил России, и навсегда запечатлено на мемориале «Дорога памяти»

## Награды
- Медаль «Золотая Звезда»[4][5].
- Орден Ленина (13.11.1943)[5]
- Орден Отечественной войны I степени(11.04.1944)[3]